# Ljussjön (Hällestads socken, Östergötland)
Ljussjön är en sjö i Finspångs kommun i Östergötland och ingår i Motala ströms huvudavrinningsområde. Sjön är 7,5 meter djup, har en yta på 0,152 kvadratkilometer och befinner sig 79,6 meter över havet.

## Delavrinningsområde
Ljussjön ingår i det delavrinningsområde (650683-148844) som SMHI kallar för Mynnar i Sätraån. Medelhöjden är 77 meter över havet och ytan är 62,01 kvadratkilometer. Det finns inga avrinningsområden uppströms utan avrinningsområdet är högsta punkten. Nygårdsån som avvattnar avrinningsområdet har biflödesordning 4, vilket innebär att vattnet flödar genom totalt 4 vattendrag innan det når havet efter 60 kilometer. Avrinningsområdet består mestadels av skog (81 procent). Avrinningsområdet har 2,39 kvadratkilometer vattenytor vilket ger det en sjöprocent på 3,8 procent.